# Glandorf (Ohio)
Pour les articles homonymes, voir Glandorf (homonymie).
Glandorf est un village américain situé dans le comté de Putnam, dans l'Ohio. Selon le recensement de 2010, sa population est de 1 001 habitants.

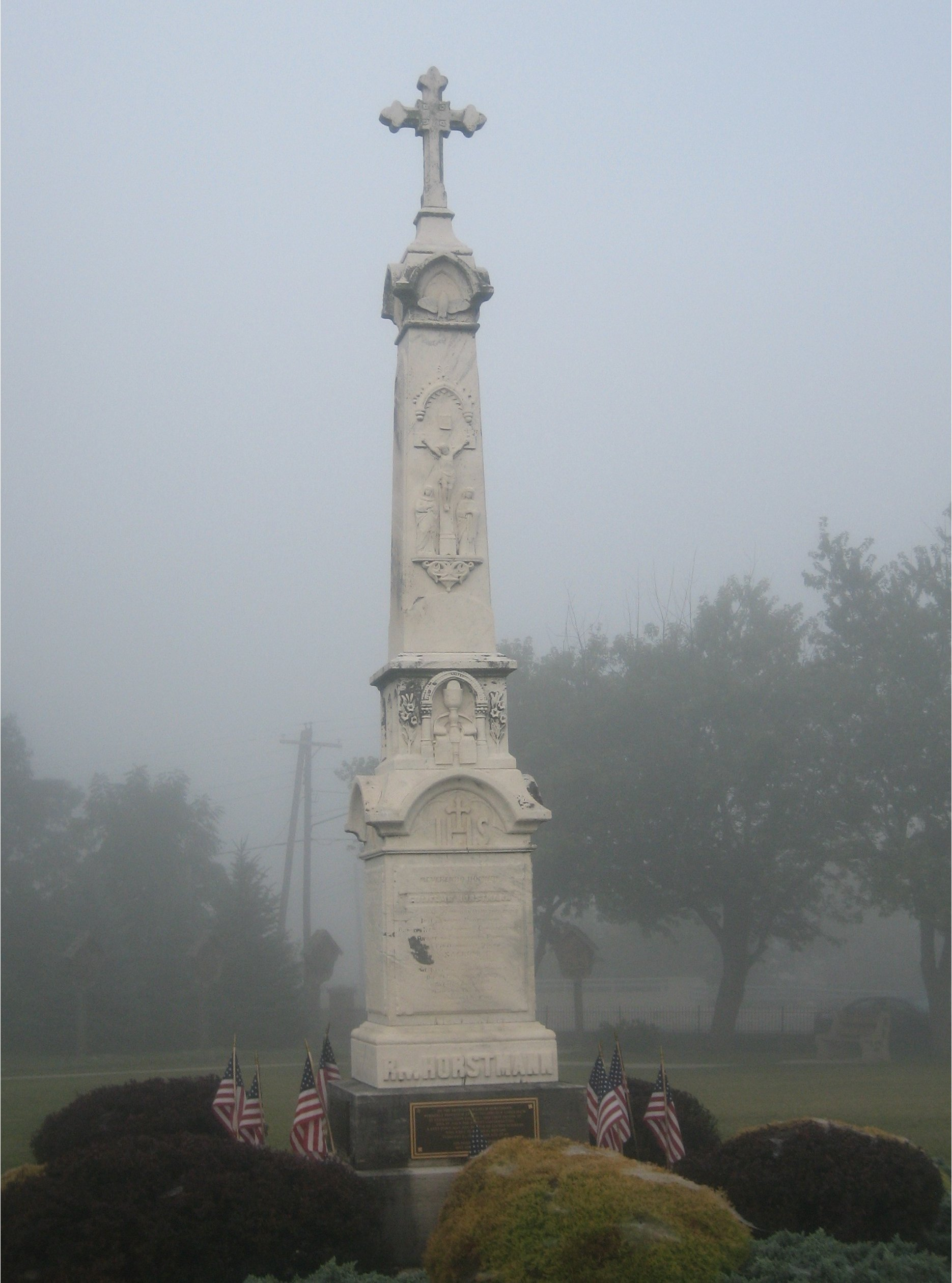
Monument à Johann Wilhelm Horstmann